# NGC 4356
NGC 4356 é uma galáxia espiral (Sc) localizada na direcção da constelação de Virgo. Possui uma declinação de +08° 32' 13" e uma ascensão recta de 12 horas, 24 minutos e 14,6 segundos.
A galáxia NGC 4356 foi descoberta em 28 de Dezembro de 1785 por William Herschel.